# 25 to Life
25 to Life – debiutancki album amerykańskiej grupy hip-hopowej P$C. Został wydany końcem czerwca 2005 roku. 25 oznacza ówczesny wiek członków grupy, czyli 25 lat. Płyta zadebiutowała na 10. miejscu notowania Billboard 200 i na 4. pozycji listy Top R&B/Hip-Hop Albums. Na albumie znajduje się 15 utworów, wśród których wystąpili tacy artyści jak Young Jeezy, Cee Lo Green, Lloyd czy Young Dro oraz Lil Scrappy. Ten ostatni gościł na jedynym singlu z płyty: "I'm a King". Utwór stał się bardzo popularny w Stanach Zjednoczonych. Uzyskano sprzedaż 500.000 egzemplarzy, co dało mu status złotego.

## Singiel
Wiodący singiel "I'm a King" znalazł się na ścieżce dźwiękowej amerykańskiego filmu kryminalnego Pod prąd (ang. Hustle & Flow) z 2005 roku i odniósł komercyjny sukces. Piosenka osiągnęła szczyt na #67 na liście Billboard Hot 100. Piosenka uzyskała również złoty certyfikat RIAA za sprzedaż 500 000 kopii. Piosenka została zremiksowana przez kalifornijskiego rapera Game jako diss na jego rywala 50 Centa.

## Lista utworów
1. "25 to Life"
2. "Westside"
3. "F**k Where Ya From" (featuring Young Jeezy)
4. "Do Ya Thing" (featuring Young Dro)
5. "Walk This Way" (featuring Cee-Lo)
6. "I'm a King"
7. "Like a Movie" (featuring Lloyd)
8. "Lookin' Shife"
9. "Still I Luv Her" (featuring Young Dro)
10. "Coming Down"
11. "Mess It Up"
12. "Touch Something"
13. "Murder Game"
14. "Set It Out"
15. "#1 Crew"

## Notowania
| Notowanie (2005)       | Najwyższa pozycja |
| ---------------------- | ----------------- |
| Billboard 200          | 10                |
| Top R&B/Hip-Hop Albums | 4                 |
| Top Rap Albums         | 3                 |